# Touchback
No futebol americano dos Estados Unidos, o touchback acontece quando o árbitro apita depois que a bola vai para na end zone, depois de um chute ou punt. O touchback não é uma jogada, mas o resultado de um acontecimento durante a jogada. O time que pedia o touchback recebia, até 2015, a bola na linha de 20 jardas do seu próprio campo. A partir de 2016, a bola passou a ser posicionada na linha de 25 jardas.